# Улица Шейнкмана
Улица Ше́йнкмана (до 1919 года — Коковинская улица) расположена между улицами Челюскинцев и Большакова в Центральном жилом районе Екатеринбурга (Верх-Исетский и Ленинский административные районы). Протяжённость улицы с севера на юг составляет 2900 м. Своё современное название улица получила в честь революционера Я. С. Шейнкмана.

## История и достопримечательности
Коковинская улица, названная так в честь мастера-камнереза и директора Екатеринбургской гранильной фабрики Якова Васильевича Коковина, начала застраиваться в первой половине XIX века как одна из улиц, прилегающих к Главному проспекту (Проспект Ленина) по обе его стороны. К концу века улица была застроена на всём протяжении от Щипановского переулка до Монастырского болота (по Болотной улице — современной Большакова, близ которого располагался общественный водозаборный колодец. Коковинская улица пересекала западный участок Коковинской площади, проходя вдоль западной ограды кладбища Ново-Тихвинского женского монастыря (в Зелёная Роще).
В дореволюционном Екатеринбурге на улице находились корпус перо-пуховой фабрики Г. Перетца, усадьба купца Дрожжилова (на пересечении с Главным проспектом), дом Стариковых с иконостасной, иконописной и ризо-чеканной мастерской, дом мастерового И. С. Корепина. В 1930-е в северном конце улицы было построено одно из первых высотных жилых зданий — дом Востокстали. На этот же участок улицы выходят восточные фасады 4-й дома Горсовета (проспект Ленина, 5). На участке улицы Шейнкмана между проспектом Ленина и улицей Малышева находится многоэтажная жилая застройка. Такая же застройка формируется между улицей Радищева и Большакова (по восточному склону Московской горки).

## Достопримечательности
- Дом № 18 — Усадьба Миллера. Принадлежала действительному статскому советнику, управляющему Екатеринбургской конторой Государственного банка Фёдору Миллеру. Двухэтажный каменный дом был построен в 1876 году по проекту архитектора А. И. Падучева (1824—1889). На 2022 год находится в плачевном состоянии.
- Дом № 19 — «Еврейский» дом. 8-этажный жилой дом, доминировавший над окружающей застройкой, начали строить в середине 1930-х годов для работников Востокстали, закончили строительство после войны. Изначально проектировался в стиле «конструктивизма». Но позже в архитектуру добавился и неоклассический декор.
- Дом № 31 — Цех пухоочистительной фабрики. Принадлежал Генриху Перетцу. Построен в кирпичном стиле.
- Дом № 83 — Усадьба Корепина. Образец жилой застройки в стиле модерн, построенный на рубеже XIX—XX веков.